# Coelidiana patrator
Coelidiana patrator är en insektsart som beskrevs av Kramer 1967. Coelidiana patrator ingår i släktet Coelidiana och familjen dvärgstritar. Inga underarter finns listade i Catalogue of Life.